# Куцик Катерина Василівна
Катерина Василівна Куцик (нар. 1955) — українська радянська діячка, новатор виробництва, шва́чка-мотористка Самбірської швейної фабрики Львівського виробничого швейного об'єднання «Спецодяг». Депутат Верховної Ради УРСР 10-го скликання.

## Біографія
Освіта середня. Член ВЛКСМ.
З 1973 року — шва́чка-мотористка Самбірської швейної фабрики Львівського виробничого швейного об'єднання «Спецодяг» Львівської області.

## Нагороди
- ордени
- медалі